# Magí Pau Cassanyes i Forment
Magí Pau Cassanyes i Forment (Sitges, ca. 1854 – 31 de maig del 1907) fou un polític i terratinent català, alcalde de Sitges a la dècada de 1890.
Fou elegit regidor de l'ajuntament de Sitges el maig del 1891, i als dos mesos rebé el nomenament de segon tinent d'alcalde, sota la presidència del republicà Francesc Xavier de Querol i de Llorens. Va ser president de la comissió especial de consums, i alcalde accidental en la tardor del 1892 i l'estiu del 1893; en aquests períodes saldà deutes municipals, feu traslladar les escoles de la vila i maldà per organitzar la higiene i desinfecció pública. Home de forta personalitat, sovint s'alineà amb l'oposició i votà amb la minoria.
Presentà la renúncia a la segona tinença d'alcaldia al setembre del 1893, però la renovació biennal del consistori el portà a l'alcaldia el gener del 1894, amb el suport dels regidors monàrquics. El seu mandat va ser breu, ja que dimití al juliol argumentant problemes de salut. Els set mesos escassos que ostentà la vara d'alcalde estigueren marcats per diverses realitzacions: l'inici de l'establiment de la xarxa de clavegueram, l'ampliació de l'enllumenat públic (substituint els darrers fanals de petroli pels de gas), acceptar la iniciativa de Josep Soler i Cartró de plantar pins a la Ribera, l'enderrocament del molí de Sant Sebastià i la redacció d'un nou reglament per a l'Hospital de Sant Joan. El 16 de maig del 1894 es nomenà "Fill Adoptiu de Sitges" el marquès de Mont-roig, Antoni Ferratges de Mesa; aquest correspongué aconseguint per a l'ajuntament de la Vila el tractament d'"il·lustríssim" (Reial Decret del 5 de juny del 1894).
Cassanyes participà en la vida de la població des de força altres llocs i responsabilitats. Així, el 1870 fou un dels fundadors de la Societat Recreativa el Retiro. També va ser vicepresident (1891-1892) i tresorer (1901-1904) del "Comitè Federal de Sitges", vocal electe de la Junta de l'Hospital (1901), administrador del mercat de la vila (1902-1903) i membre de la comissió vilatana de viticultors.
El seu fill, Magí Albert Cassanyes i Mestre (Sitges, 1893 – Barcelona, 1956) va ser crític d'art i promotor artístic.